# Bertha Lum
Bertha Boyntom Lum (Tipton, 1869 – Genova, 1954) è stata un'artista statunitense.
È conosciuta per aver contribuito a rendere note le xilografie cinesi e giapponesi anche all'esterno dell'Asia.

Lum ha dato un contributo significativo al movimento del giapponismo, influenzando diversi artisti giapponesi e diffondendo la conoscenza dell'arte giapponese nel mondo occidentale con le sue xilografie e i suoi dipinti che rappresentano un misto di ukiyo e, Impressionismo e Art Nouveau.

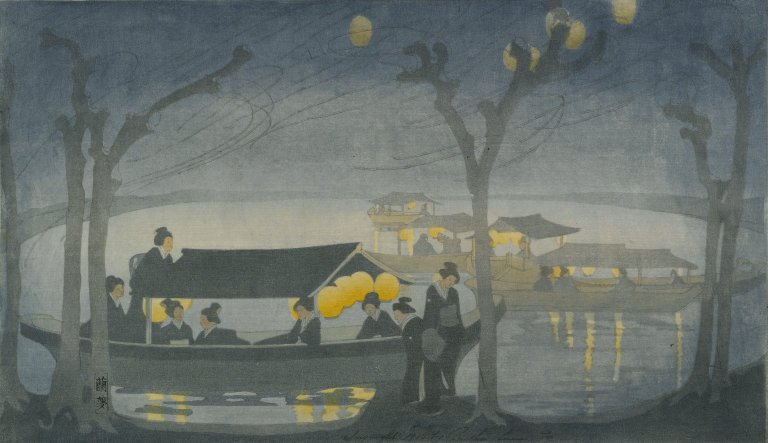
Sul fiume, Brooklyn Museum.

## Biografia
Bertha Boynton Bull nacque il 1869 a Tipton, Iowa. Nel 1895 entrò nell'Art Institute of Chicago. Nel 1890 diventò un'artista. In quel periodo viveva a Duluth. Nel 1901 studiò all'Art Institute of Chicago arte figurativa, fino al 1902. Fu influenzata da Arthur Wesley Dow, che usava tecniche giapponesi nei suoi libri. Nel 1903 sposò Burt F. Lum, e trascorse la luna di miele in Giappone. Nel 1903 ritornarono a Minneapolis. Nel 1907 stette 14 settimane in Giappone, per imparare una tecnica di stampa. Nel 1912 Lum mostrò a Tōkyō delle xilografie.
Nel 1924 tornò negli USA a vivere in California, fino al 1927. Nel 1928 divorziò, e dopo cinque anni andò a Pechino. Nel 1935 creò la sua ultima opera conosciuta. Nel 1939 tornò negli USA per altri 8 anni, dopodiché non ci tornò più. Dal 1948 visse in Cina fino al 1953, quando andò a vivere con sua figlia, Catherine, a Genova. Morì nella stessa città nel 1954.